# Ter Heijde

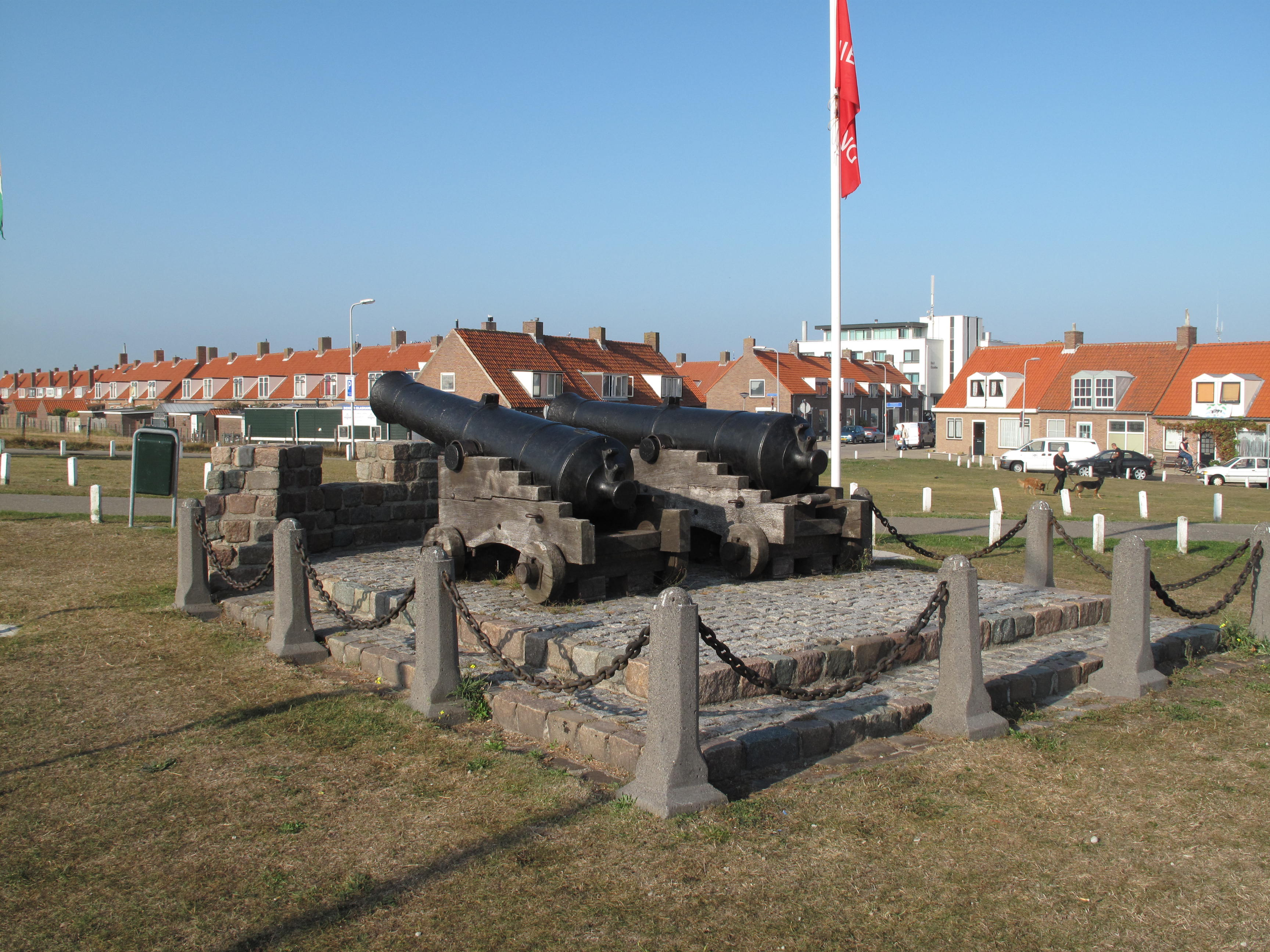
Monument voor de zeeslag

Ter Heijde, soms ook wel Ter Heijde aan Zee genoemd, is een dorp in de gemeente Westland, in de Nederlandse provincie Zuid-Holland. In Ter Heijde wonen 740 mensen (2023). Het dorp is bekend door de voor de kust gevoerde zeeslag tussen de Nederlandse en Engelse vloot, waarbij Maarten Tromp sneuvelde (10 augustus 1653). Ter nagedachtenis staat in Ter Heijde een monument, bestaande uit twee kanonnen.

## Geschiedenis

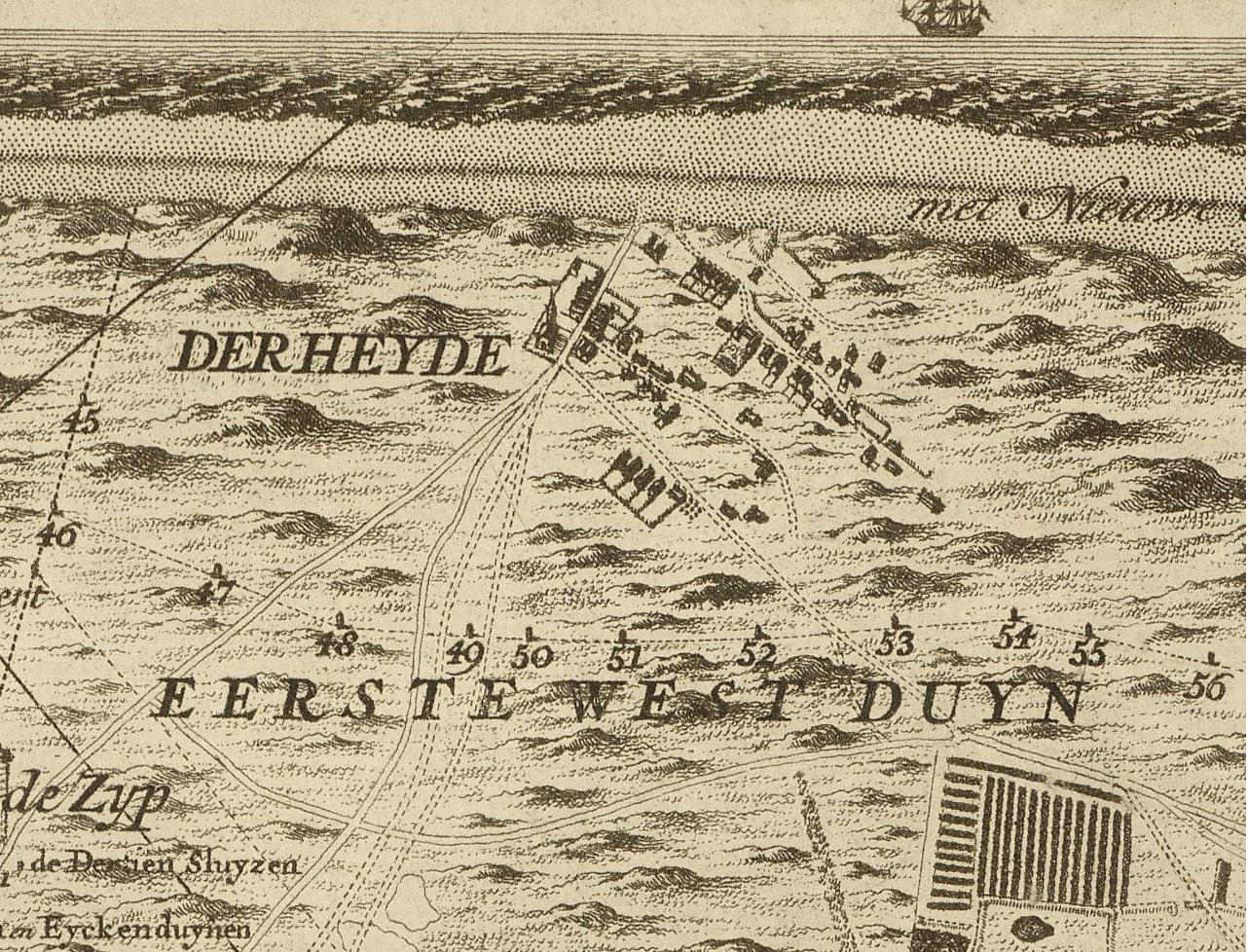
Ter Heijde op een kaart uit 1712

Ter Heijde dankt zijn naam aan een voormalige zijarm van de Maas, de Heij. Deze is vermoedelijk ontstaan na de stormvloed van 1134. Op den duur verzandde de Heij en is het ingepolderd. De vorm is nog herkenbaar in de Poelpolder.
Vier keer, in 1470, 1530, 1546 en 1570, is dit dorp verwoest door de golven. De kustverdediging werd op orde gebracht, maar daarna kwam de sloopdrift van de mens. In 1928 besloot de gemeente Monster dat de meeste huizen gesloopt dienden te worden. Toen in 1943 de huizen er nog maar iets meer dan tien jaar stonden, besloten de Duitsers dat het dorpje moest wijken voor de Atlantikwall. Alleen het kerkje (en een café) lieten zij staan en gebruikten dit als paardenstal. In 1949 werd het zuidelijk deel van Ter Heijde weer opgebouwd, gevolgd door de opbouw van het noordelijk deel van het dorp eind jaren vijftig.

### Zeeslag bij Ter Heijde
het dorp is vooral bekend geworden door de Slag bij Ter Heijde. In augustus 1653 vond daar voor de kust een zeeslag plaats tussen de Nederlandse en de Engelse vloot. Beroemde zeehelden zoals Maarten Tromp, Michiel de Ruyter en Witte de With waren als gezagvoerders bij de slag betrokken. Tromp overleed in deze zeeslag. Hoewel de Nederlandse vloot flinke verliezen leed, kon de Engelse blokkade van de Nederlandse havens worden doorbroken.

### Moderne tijd
De komende jaren zal het uiterlijk van Ter Heijde waarschijnlijk drastisch veranderen. Woningcorporatie Arcade wil de woningen slopen en vernieuwen. Door de ligging aan de Noordzee zijn volgens de woningcorporatie veel huizen aangetast door de zilte lucht. De inwoners van Ter Heijde hebben belangenvereniging HINT (Heijdse Inspraak Nieuw Ter Heijde) opgericht om het herbouwingsproces te begeleiden. Onder de inwoners bestaat weerstand tegen de nieuwbouw.

### Kustverdediging
In Ter Heijde was tot 2010 de kustverdediging van Nederland het zwakst. Op sommige plaatsen bestond de gehele verdediging uit slechts één duinenrij. In 2010 is een zanddijk aangebracht tegen het bestaande duin aan de zeezijde, en is het strand verbreed. De voorheen zo karakteristiek Delflandse hoofden zijn onder het zand verdwenen. Als onderdeel van het bestaande plan tot kustverdediging is in 2011 ter hoogte van de watertoren de zandmotor DeltaDuin aangelegd. Dit is een groot schiereiland van opgespoten zand, dat door stroming en wind geleidelijk langs de kust verspreid zal worden.

## Straatnamen
Vrijwel alle straten in Ter Heijde zijn naar oud-Hollandse zeevaarders en zeehelden vernoemd, de meesten uit de Gouden Eeuw: Tromp, Michiel de Ruyter, Kortenaer, Pieterson, Johan Evertsen, Piet Hein, Jacob van Heemskerck en Jan van Galen. Uit latere perioden dateren de vernoemingen naar Jan van Speijk (19e eeuw) en Karel Doorman (20e eeuw). De trap die van de Karel Doormanstraat naar de strandslag voert heet ook wel de Karel Doorman-trap.  De Arie Tukstraat is genoemd naar de kapitein van een reddingsboot onder wiens leiding in 1911 de opvarenden van een Rotterdams stoomschip in veiligheid werden gebracht.

## Strand

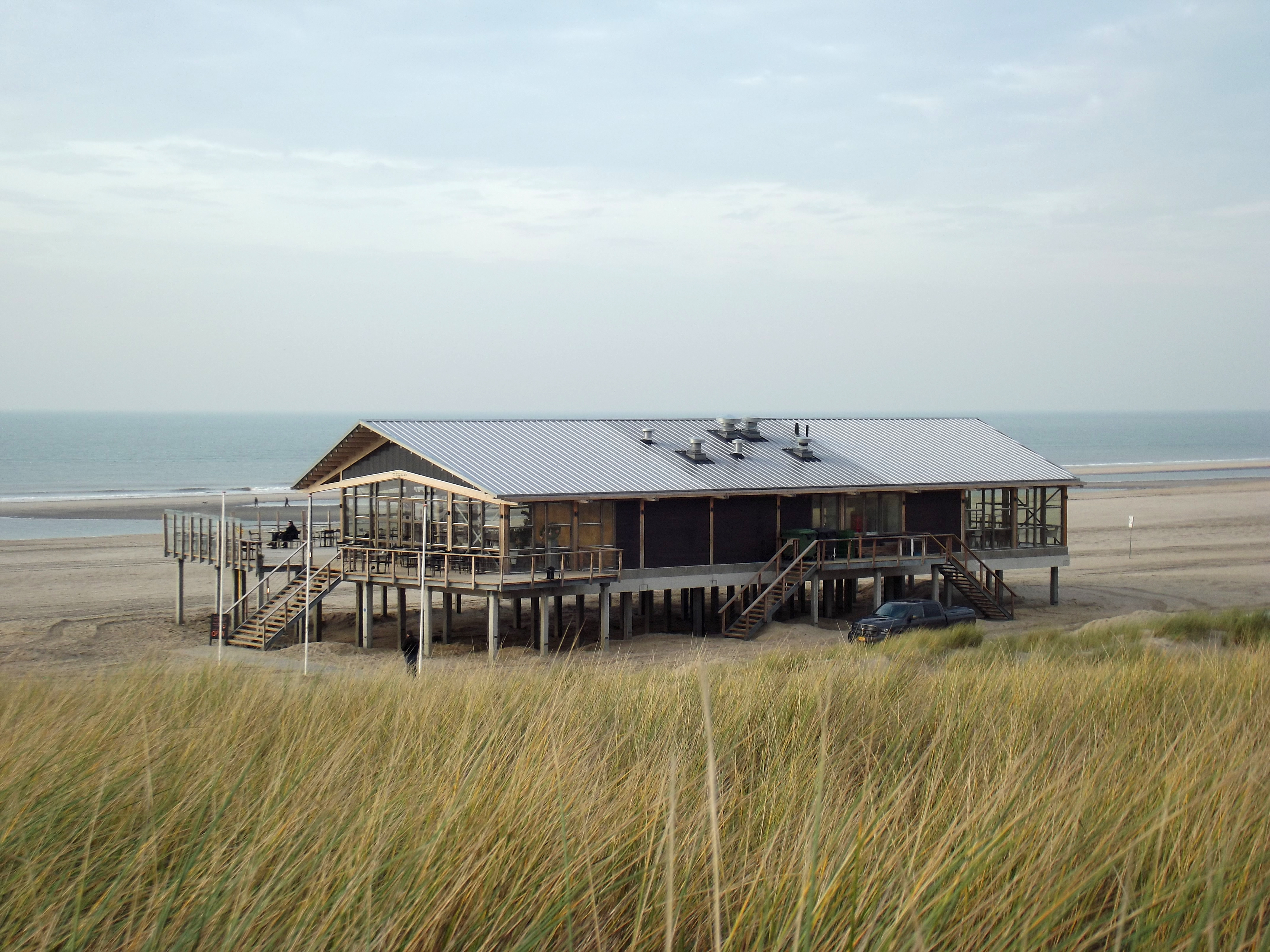
De permanente strandtent op pijlers. Deze strandtent is op het molenslag van Monster. Op dezelfde plek was vroeger een afbreekbare strandtent in de zomer

Ter Heijde heeft een twee kilometer lang strand met twee strandopgangen, Strandweg en Karel Doormanweg. Vlak bij het strand bevindt zich het reddingstation Ter Heijde van de KNRM.

## Sport en recreatie
Door deze plaats loopt de Europese wandelroute E9, ter plaatse ook Noordzeepad of Hollands Kustpad geheten.
In 2003 werd ter nagedachtenis aan de dood van admiraal Tromp het Trompfestival gehouden, wat de gemeente Monster en later de gemeente Westland duur kwam te staan door te weinig inkomsten.

## Zie ook

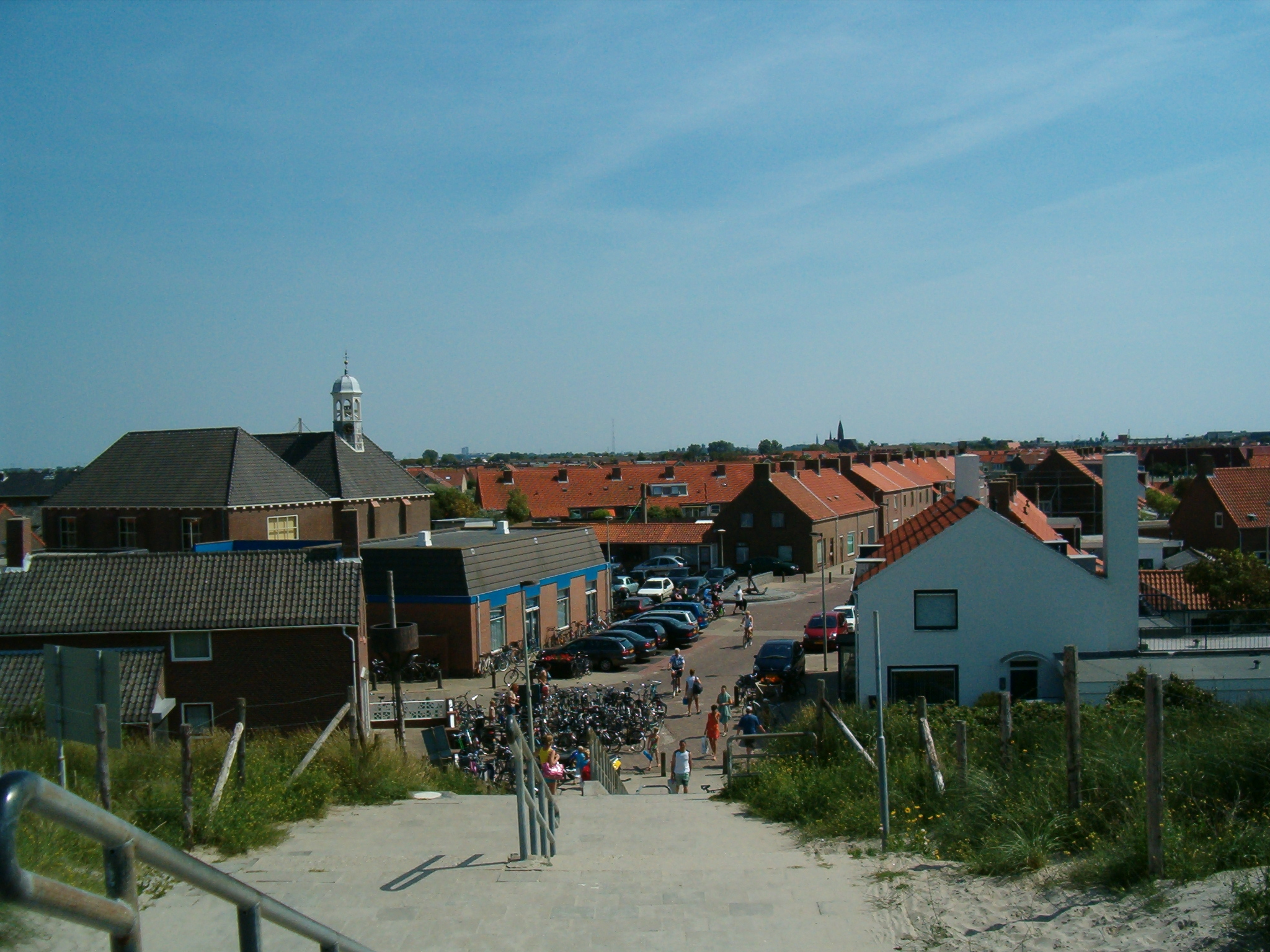
Uitzicht over Ter Heijde vanaf de duinen.
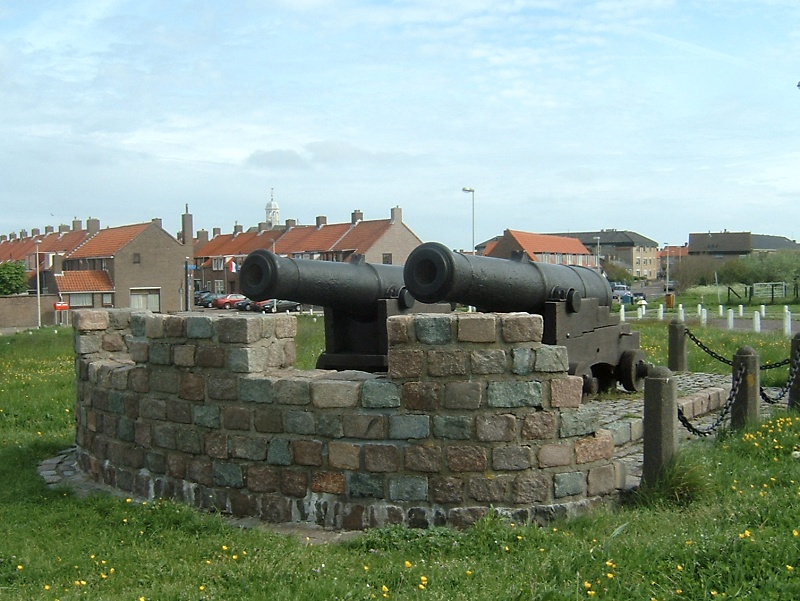
De kanonnen op de slapersdijk voor Ter Heijde
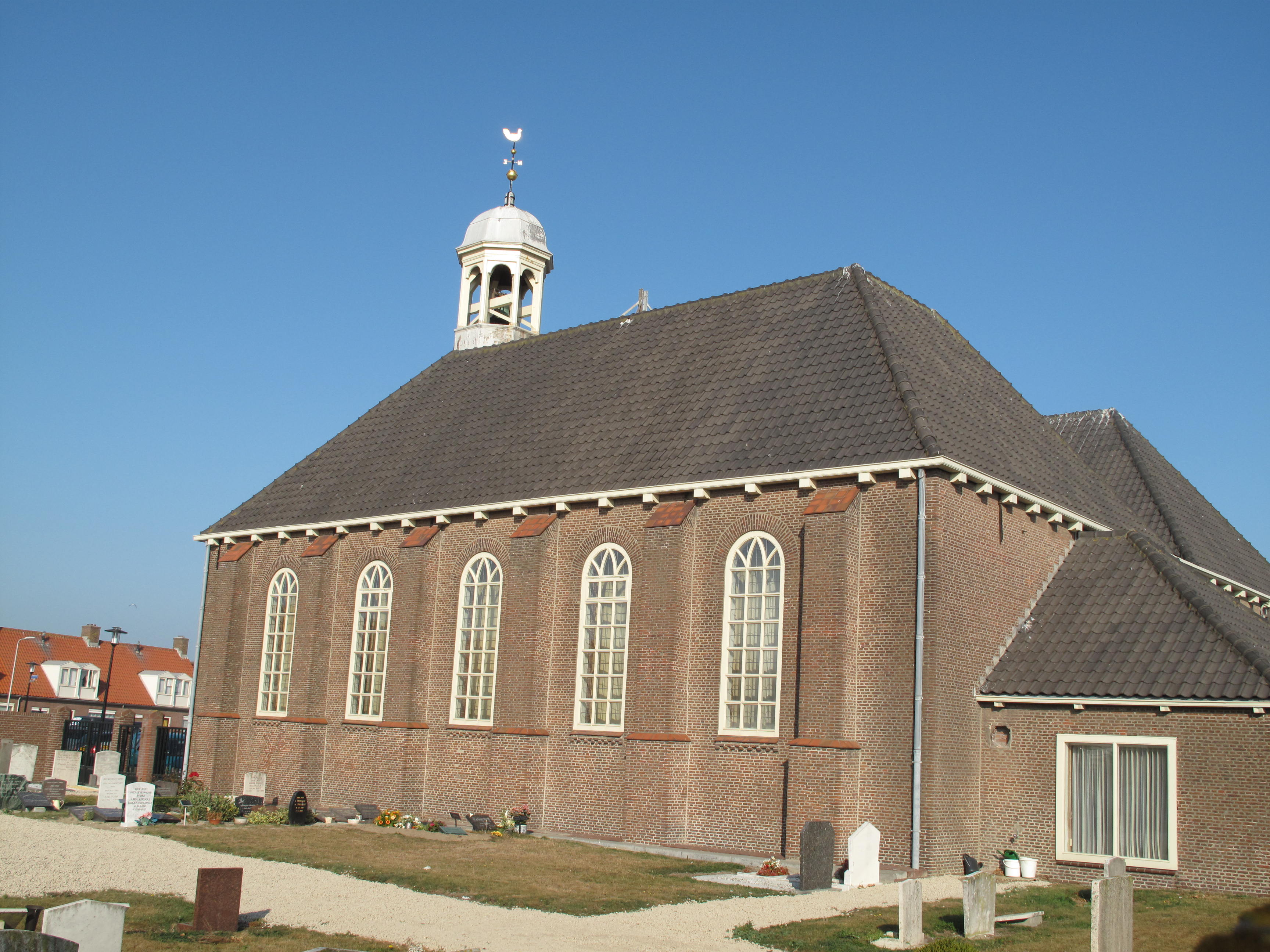
N-H kerk van Ter Heijde
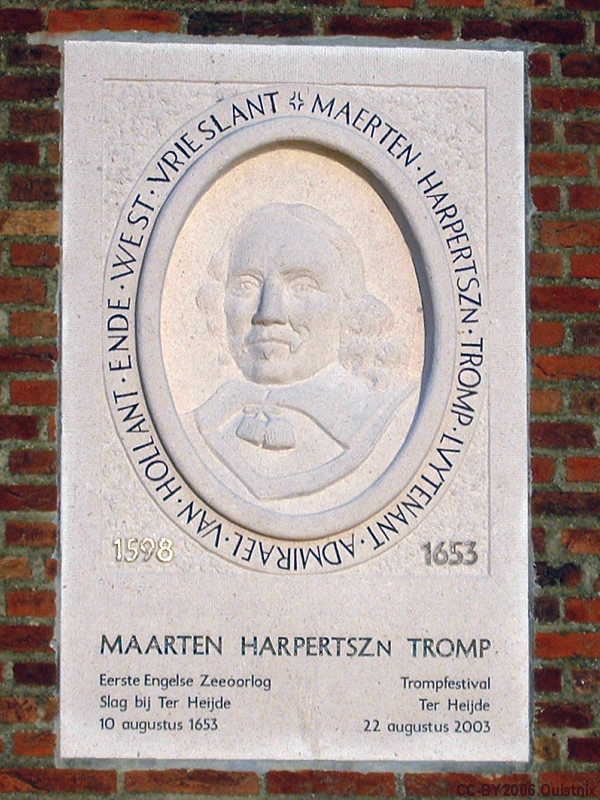
Plaquette in de muur van de N-H kerk